# 第二米科拉伊夫卡 (库皮扬斯克区)
49°52′20″N 37°27′33″E / 49.87222°N 37.45917°E
第二米科拉伊夫卡（烏克蘭語：Миколаївка Друга）是位於烏克蘭東部的村莊，由哈爾科夫州庫皮揚斯克區的金德拉希夫卡市鎮負責管轄。該村始建於1817年，面積0.11平方公里，海拔高度150米，2001年人口7，人口密度每平方公里66.7人。